# Cina (Unterlagensorte)
 'Cina'  ist eine von Carl Julius Bernhard Börner an der „Biologischen Reichsanstalt“ in Naumburg an der Saale in Deutschland gezüchtete Rebenunterlage zur biotechnischen Bekämpfung der Reblaus besonders auf mit Reblaus verseuchten Böden. Sie ist eine reblausresistente Unterlagensorte.

## Abstammung
'Cina' ist eine Kreuzung aus 'Kober 125 AA' × Vitis cinerea Arnold von Carl Julius Bernhard Börner.

## Ampelografische Merkmale
- Triebspitze: viniferaartig, halb offen bis offen, starke Wollbehaarung, mittlere Anthocyanfärbung
- Ausgewachsenes Blatt: mittel bis groß, rund, kurze Zähne, Stielbucht offen, U-förmig, Blattadern haben eine sehr starke Borstenbehaarung, Blattoberseite glatt bis schwach blasig, Blattstiele mit sehr starker Borstenbehaarung
- Triebe: sehr starke Borstenbehaarung, kantig
- Blüte: weiblich

## Eigenschaften – Verwendung
Die Unterlage 'Cina' eignet sich nicht für feuchte und gleichzeitig kalkhaltige Böden. Sie besitzt einerseits nur eine geringe bis mittlere Kalkverträglichkeit, andererseits aber eine hohe Trockenheits- und hohe Reblausresistenz gegen die Wurzel- und Blattreblaus.